# Rudolph, le petit renne au nez rouge : Le Film
Pour plus de détails, voir Fiche technique et Distribution.
Rudolph, le petit renne au nez rouge : Le Film (Rudolph the Red-Nosed Reindeer: The Movie en version originale) est un film de Noël d'animation américain réalisé par William R. Kowalchuk, sorti en 1998. Inspiré de l'histoire de Robert L. May, ce film est la première production de GoodTimes Entertainment à sortir au cinéma.

## Synopsis
Au pôle Nord, un petit renne nommé Rudolph voit le jour. Néanmoins, celui-ci a une particularité : il est affublé d'un nez rouge. Cet attribut entraîne la moquerie des autres jeunes rennes. Rudolph rêve de faire partie du traîneau du père Noël mais à cause de son nez rouge, il est refusé dans l'équipage. Il décide de quitter le pôle Nord. Au même moment, Stormella, la reine des Glaces, projette de faire échouer la distribution de cadeaux.

## Fiche technique
- Titre original : Rudolph the Red-Nosed Reindeer: The Movie
- Titre français : Rudolph, le petit renne au nez rouge : Le film
- Réalisation : William R. Kowalchuk (sous le nom de Bill Kowalchuk)
- Scénario : Michael Aschner d'après le livre Rodolphe le renne au nez rouge de Robert L. May
- Musique : Al Kasha et Michael Lloyd
- Casting : Mary Jo Slater
- Production :
  - Producteur : William R. Kowalchuk (Sous le nom de Bill Kowalchuk)
  - Coproduction : Jonathan Flom
  - Producteur exécutif : Eric Ellenbogen, Andrew Greenberg et Seth Willenson
- Producteur associé : Jean Rogers
- Superviseur de production : Seth Willenson
- Version française québécoise : Cinélume
- Adaptation et direction artistique québécoise : Claudie Verdant
- Adaptation et direction des chansons : Joey Galimi

## Distribution

### Voix originales
- Kathleen Barr : Rudolph / Rieuse
- John Goodman : le père Nöel
- Whoopi Goldberg : Stormella
- Myriam Sirois : Zoé / Précieuse / Biche à l'école
- Debbie Reynolds : Mitzi, mère de Rudolph / la mère Nöel / Mme Fringant
- Eric Pospisil : Rudolph jeune
- Vanessa Morley : Zoe jeune
- Bob Newhart : Leonard
- Eric Idle : Slaïli
- Garry Chalk : Finesse, père de Rudolph
- Richard Simmons : Boune
- Alec Willows : Douglas / Tonnerre
- Lee Tockar : Ridley / Milo / Vitesse
- Matt Hill : Archer
- Christopher Gray : Archer / Éclair
- Elizabeth Carol Savenkoff : Mère de Zoé / Gracieuse / Membre de la foule
- Cathy Weseluck : Radieuse / Membre de la foule
- Paul Dobson : Arbitre / Fonceur
- Terry Klassen : Danseur
- Colin Murdock : Comète
- David Kaye : Cupidon
- Tyler Thompson : Renne à l'école
- Jim Byrne : Membre de la foule

### Voix francophones
Voix québécoises
- Antoine Auger : Rudolph jeune
- Joël Legendre : Rudolph
- Edgar Fruitier : le père Noël
- Anne Caron : Stormella
- Claudie Verdant : la mère Noël
- Yves Massicotte : Leonard
- Pierre Auger : Slaïli / Éclair
- François Sasseville : Boune
- Gilbert Lachance : Douglas
- Daniel Lesourd : Ridley / Cupidon / Danseur
- Johanne Garneau : Mitzi, mère de Rudolph / Mme Fringant
- Daniel Picard : Finesse, père de Rudolph / Tonnerre
- Sébastien François-Reding : Archer
- Claudia Laurie Corbeil : Zoé jeune
- Élisabeth Lenormand : Zoé
- Élise Bertrand : Mère de Zoé / Radieuse / Renne à l'école / Membre de la foule
- Valérie Gagné : Gracieuse / Biche à l'école / Membre de la foule
- Caroline Dhavernas : Précieuse
- Aline Pinsonneault : Rieuse / Membre de la foule
- André Montmorency : Milo le lutin / Fonceur
- Benoît Marleau : Arbitre / Comète / Vitesse
- Michel Comeau : Soliste "Rudolph, le petit renne au nez rouge" intro et générique
- Cathy Weseluck, Élise Bertrand, Jim Byrne, Valérie Gagné, Élizabeth Carol Savenkoff, Aline Pinsonneault : Membre de la foule